# Fidel Castro
Fidel Alejandro Castro Ruz ( audio) (Birán, 1926. augusztus 13. – Havanna, 2016. november 25.) kubai forradalmár és  politikus, 1965 és 2008 között Kuba első számú vezetője: az ország és a minisztertanács elnöke, pártvezér.
Fulgencio Batista rezsimjének megdöntése után 1959-től 1976-ig az ország miniszterelnöke volt, amikor az Államtanács és a Minisztertanács elnöke lett.
1965-ben ő lett a Kubai Kommunista Párt első főtitkára, és az ő vezetésével vált az ország egypárti szocialista köztársasággá.
2008-ban lemondott elnöki és hadvezéri posztjáról és elismerte, hogy fizikai állapota miatt nem tud eleget tenni olyan feladatnak, amely teljes elhivatottságot és mozgékonyságot kíván.
2011-ben megvált első titkári posztjától és távozott a párt központi bizottságából is.

## Kisgyermekkora
1926, de egyes források szerint 1927. augusztus 13-án született egy kubai cukornádültetvényen, Mayarí város közelében. Apja Ángel Castro y Argiz, spanyol bevándorló, aki kemény munka árán vált sikeres cukornádtermesztővé. Anyja, kubai kreol, Lina Ruz González apja birtokán volt szolgáló lány. Fidelnek hét testvére született, három fiú (Raúl, Ramon, Pedro Emilio) és négy lány (Juanita, Emma, Ángela Maria, Lidia), melyek közül Pedro Emilio és Lidia a féltestvérei voltak.
Fidel éles eszű, tehetséges diák volt. Leginkább a sportok után mutatott érdeklődést. 1941-ben került a Havannai El Colegio de Belénbe, Kuba legelőkelőbb gimnáziumába, ahol nyers, vidékies temperamentuma és megnyilvánulásai miatt az El Loco (Az őrült) nevet kapta osztálytársaitól, valamint részt vett a diákok politikai harcaiban. Világnézeti képe itt indult fejlődésnek a jezsuita papok hatására, akik a spanyol nyelvű katolikus világot felsőbbrendűnek tartották az anyagias angolszász világhoz képest.
Középiskolai tanulmányai befejezése után 1945-ben a Havannai Egyetemre ment jogot tanulni.

## Castro forradalma
1952. március 10-én Batista, a valamikor jelentéktelen kis őrmester katonai puccsal átvette a hatalmat az országban, kiszolgáltatva azt az USA-nak, és katonai diktatúrát vezetett be. Ebben az időben Castro már ismert politikus volt, az Ortodox Párt radikális szárnyát vezette. Megkezdődött a felkészülés egy katonai felkelésre, melynek a célja az erkölcsi megtisztulás és a nemzeti méltóság visszaállítása.
A Castro vezette mozgalom, a Movimiento megkezdte a harcosok kiképzését. A kiképzés a legnagyobb titokban zajlott. A résztvevőket 15-20 fős sejtekbe osztották. A sejtek nem tudhattak egymásról, mert a besúgók és a katonai rendőrség, a SIM miatt rendkívül nagy volt a lebukás veszélye.
A gyengén felszerelt, Castro vezette csapat 1953. július 26-án, a santiagói karnevál idején, a felfordulást kihasználva megtámadta Kuba második legnagyobb katonai támaszpontját, a Moncada laktanyát. A támadás nem volt sikeres, ennek ellenére ezt az eseményt tekintik a kubai forradalom kezdetének. A laktanyában szolgáló katonák a felkelők nagy részét borzasztó kínzásoknak vetették alá, majd tárgyalás nélkül kivégezték őket. Az életben maradt felkelők – közöttük két nő – pere nagy nyilvánosság előtt zajlott. A felkelők elnyerték a nép szimpátiáját. A vezetőket 13, a közkatonákat 10 évi börtönre ítélték. Castro pere azonban a santiagói kórházban, a nyilvánosság teljes kizárásával, egy kórteremben zajlott. Közel négy órán át tartó védőbeszéde – melyet utolsó mondatáról „La historia me absolverá” (A történelem fel fog menteni) címen ismernek – vádirat a Batista-rezsim ellen, illetve saját politikai programjának kihirdetése. Ez a szónoklat titokban elterjedt egész Kubában, és szimpatizánsokat szerzett a Movimientónak. Castrót 15 évre ítélték. Népszerűsége megugrott, és nemzeti mozgalom indult a moncadisták amnesztiája érdekében. Batista az USA nyomására kénytelen volt közkegyelmet hirdetni. A mozgalomhoz azonnal csatlakoztak a különböző katonai csoportok is, elkezdődött a pénzgyűjtés és a titkos katonai felkészülés.
1955-ben Castro elhagyta Kubát, és a pénzügyi-katonai háttér kialakításán fáradozott. Kijelentette, hogy nem terrorizmust, hanem forradalmat akar, és bízik abban, hogy a tömegek mögé fognak állni. Bejelentette a sajtóban, hogy expedíciós hadsereget indít Kubába, hogy elűzze Batistát. A Granma kihajózása azonban nem volt jól megszervezett akció, így megsemmisítő vereséget szenvedett a 82 fős hadoszlop, amely ezután szétszóródott.
Batista első „vereségét” egy interjú okozta, ugyanis a riporter erősen szimpatizált Castróval. A riport hatására számos befolyásos ember csatlakozott a mozgalomhoz. Castro a rádióban szólította fel a kubaiakat, hogy aktívan vegyenek részt a harcban (sztrájk, munkalassítás).
Castro sikereinek hírére a mérsékelt ellenzék is csatlakozott a mozgalomhoz. 1957 júliusában aláírták a Sierra Maestra-i Nyilatkozatot, amelyben Batista lemondását és új választások kiírását követelték. A kormány közben egyre idegesebben és agresszívabban lépett fel az ellenzékkel szemben. Castróék közben egy Batista-ellenes erőket tömörítő egységfront létrehozásán fáradoztak.
Castro a radikális baloldaliak mellé állt, ezzel megkönnyítette a kommunisták dolgát, akik eddig gondolkoztak, hogy a harc mellé álljanak-e, így azonban támogatták Castrót.
1958 márciusában Batista szükségállapotot hirdetett, és elhalasztotta a júniusra kiírt választásokat. Erre válaszul Castro totális háborút hirdetett, de ez nem volt jól megszervezve, ráadásul Batistának kellemes meglepetést jelentett, hogy a térség diktátorai szolidaritásból fegyvereket küldtek neki. Május végén Batista összehangolt támadást indított, de az offenzíva végül kudarcba fulladt, mert hiába állt szemben 12 000 katonája Castro 1000 gerillájával, azok sokkal jobban ismerték a terepet, ami óriási előnyt jelentett.
1958 őszén Fidel Castro úgy döntött, hogy az ország egész területére kiterjeszti a gerillaháborút. Erre két hadosztály kapott megbízást: az egyik Havanna felé, a másik nyugatra vonult. Az volt a taktikájuk, hogy a városokat összekötő utakat, hidakat tönkretették, így Batista csapatai nem jutottak utánpótláshoz, és könnyű volt őket felszámolni. November végén a kormánycsapatok próbálták megállítani őket, de a támadás december elején összeomlott, és a gerillacsapatok kezdtek támadásba. Nem sokkal később már az egész ország Castro kezén volt, három nagyvárost kivéve. 
Batista és közvetlen hívei 1958 decemberének végén elmenekültek az országból, a Castro vezette Forradalmi Hadsereg 1959. január 1-jén bevonult Havannába, ahol semmiféle ellenállás nem fogadta őket. A Moncada-laktanyát január 2-án egyetlen puskalövés nélkül foglalták el. Győzött a forradalom. Az államosítások miatt konfliktusba keveredtek az Egyesült Államokkal, amely 1961 januárjában megszakította a diplomáciai kapcsolatokat, április 15-én pedig már bombázta Havannát. Két nap múlva a Disznó-öbölnél 1300 kubai emigráns (amerikai támogatással) partraszállást kísérelt meg, de támadásuk három nap alatt összeomlott. 1962 februárjában Washington kereskedelmi embargót rendelt el Kuba ellen, válaszul Castro Moszkva támogatását kérte, s a szovjetek rakétákat telepítettek Kubába.
A két szuperhatalom atomháborúval fenyegető konfliktusa 1962 őszén végül békésen oldódott meg, Kuba pedig egyre jobban a Szovjetunióhoz és a kommunista ideológiához kötődött. A földbirtokos osztályt egy új földreform felszámolta, bevezették a gazdaság központi irányítását. Fő exportterméküket, a nádcukrot a szovjet tömb vette meg. Kuba kilépett az Amerikai Államok Szervezetéből, 1972-ben a KGST tagja lett, s mind aktívabbá vált az el nem kötelezett országok csoportjában. 1975-ben katonailag segítette az angolai felszabadító mozgalmat, 1977-ben az etiópiai forradalmat.
Az Egyesült Államok 1975-ben lazított az embargón, 1978-tól lehetővé vált az emigránsok hazalátogatása, a családok egyesítése. A szocialista világrendszer 1989-es összeomlása után sokan azt várták, hogy Castro is megbukik, ám alábecsülték őt. Kuba elszigetelődött ugyan, de a „Líder Máximo” belső ellenzéke nem tudott felülkerekedni.
A demokráciák világában Castro továbbra is korlátlan hatalmú vezetőként állt országának élén, jelszava nem változott: „Szocializmus vagy halál”.
A szovjet támogatás elmaradása miatti ellátási válságot ügyesen kezelte: az ellenzéket szigorúan kordában tartva korlátozott gazdasági reformokat vezetett be. Megengedte a dollár birtoklását magánszemélyeknek, elfogadta a magánvállalkozást és tűrte a külföldi tőke behatolását, s megindult a gazdasági növekedés. Castro valós vagy vélt ellenfeleivel keményen bánt el: több tízezerre teszik a megkínzott vagy kivégzett ellenzékiek és ellenállók számát, újabb tízezrek lélekvesztőn Floridába menekülve vesztették életüket. Hatalma azonban nemcsak a félelmen alapult: legendás volt meggyőző ereje, gyengéje viszont saját tévedhetetlenségébe vetett hite.

## Nyugállománya és halála
Gyakran jelent meg a nyilvánosság előtt, és még idős korában is többórás beszédeket tartott. 2006. július 31-én jelentették be, hogy Castro súlyos bélműtéten esett át, és „ideiglenesen” átadja a hatalmat öccsének, a nála öt évvel fiatalabb Raúl Castrónak. A hivatalos közlések szerint folyamatosan javuló állapotú Castro ezt követően csak ritkán jelent meg a nyilvánosság előtt, de többször célzott arra, hogy nem ragaszkodik a hatalomhoz.
A nyugati világ utolsó kommunista vezetője, a világ egyik legrégebben hivatalban lévő államfője (ekkor csak a thaiföldi király és II. Erzsébet brit uralkodó előzte meg hivatalban töltött idő tekintetében) fél évszázad után engedte ki a hatalmat kezéből. 2008. február 19-én hivatalosan lemondott elnöki, kormányfői és hadvezéri posztjáról öccse, Raúl Castro javára, azonban a pártfőtitkári posztot megtartotta. 2011. április 19-én lemondott a Kubai Kommunista Párt első titkári posztjáról, és kilépett a párt központi bizottságából is. A párt élén szintén öccse követte.
2016. november 25-én hunyt el. A Santa Ifigenia temetőben temették el Santiago de Cubában. Végrendeletében megtiltotta, hogy utcákat, szervezeteket nevezzenek el róla, vagy szobrokat állítsanak fel emlékére.

## Magyarul megjelent művei
- Fidel Castro beszéde a szocialista Forradalmi Egységpártról; Kubai Nagykövetség, Bp., 1962
- Fidel Castro válogatott beszédei; Kossuth, Bp., 1962
- Fidel Castro beszédei; MSZMP Politikai Főiskola, Bp., 1971
- Kuba Kommunista Pártjának I. kongresszusa. 1975. december 17–22. / Fidel Castro előadásával, Kádár János felszólalásával; ford. Benczik Vilmos, Lonkai Péterné; Kossuth, Bp., 1976
- La historia me absolverá / A történelem feloldoz engem; sajtó alá rend. Györkei Jenő; Honvédelmi Minisztérium Központi Ny., Bp., 1978
- Beszédek és beszélgetések; vál. Kerekes György, ford. Gulyás András, Koroncz Ágnes, Pál Ferenc; Kossuth, Bp., 1979
- Kuba Kommunista Pártjának II. kongresszusa. 1980. december 17–20. / Fidel Castro beszámolójával, zárszavával és Korom Mihály felszólalásával; ford. Gulyás András; Kossuth, Bp., 1981
- Kuba Kommunista Pártjának III. Kongresszusa. 1986. február 4–7. / Fidel Castro beszámolójával és Sarlós István felszólalásával; ford. Nagy Imre, Vincze Istvánné; Kossuth, Bp., 1986
- Fidel. Ifjú éveim. Önarcképek Fidel Castrótól; ford. Dornbach Mária, előszó Gabriel García Márquez; Ulpius-ház, Bp., 2005
- Fidel Castro válogatott beszédei; Fapadoskönyv Kiadó, Bp., 2011 (A demagógia klasszikusai)